# EXPLANNER/Lg
EXPLANNER/Lg（エクスプランナー・エルジー）は日本電気(NEC)が販売しているWMS(Warehouse Management System：倉庫管理システム)パッケージソフトウェア製品。
NECが過去に開発した複数の倉庫管理システムを統合したWMSパッケージ製品として、2006年より販売開始。適用可能業種はメーカー、卸、小売。取
り扱い対象商品は機械、食品、飲料、医薬、日雑、アパレル、書籍など。
JAVAベースのWebアプリケーションであり、イントラネット環境での使用が可能。また無線バーコードスキャナーを標準で使用可能であ
り、リアルタイムな在庫管理を実現できる。倉庫の作業結果について物流KPI分析が可能であり、物流業務の改善支援も支援する。
なお製品名末尾の「Lg」は、Logisticsに由来している。